# Хоросницька Марія Василівна
Марі́я Васи́лівна Дзьоба, у шлюбі — Сваричевська, літературний псевдонім — Хоросницька). (13 травня 1924, село Хоросно — 11 грудня 2006, Львів) — українська поетеса, член Національної спілки письменників України.

## Життєпис
Народилася Марія Дзьоба 13 травня 1924 року в селі Хоросно на Львівщині, в селянській сім'ї. Батько — Василь Кирилович Дзьоба. Мати — Фотинія Чичкевич. 
Після закінчення четвертого класу початкової школи у рідному селі, навчалася у Львові, в українській школі імені Маркіяна Шашкевича. Далі — у Львівській академічній гімназії, де Марійка почала віршувати, підписуючи свої ліричні зізнання псевдонімом «Незабудька». Прозаїк Іван Керницький «перехрестив» [Архівовано 10 серпня 2019 у Wayback Machine.] юну поетесу на «Хоросницьку».
Під час німецької окупації закінчила Львівську педагогічну школу № 1, отримала диплом педагога. У 1944 році вступила у Львівський педагогічний інститут [Архівовано 10 серпня 2019 у Wayback Machine.].
Була активною учасницею  молодіжного життя, друкувалася, виступала на поетичних вечорах. На третьому курсі інституту була заарештована. Після звільнення навчання не продовжувала. Одружилася, виховувала двох дітей. Увійшла до Спілки письменників України [Архівовано 10 серпня 2019 у Wayback Machine.].
Померла письменниця 11 грудня 2006 року. Похована на Личаківському цвинтарі, поле № 50.

## Творчість
Марія Хоросницька — авторка багатьох поетичних збірок: «Краю мій» (1960), «Вересень — місяць весняний» (1964), «Симфонія любові» (1966), «Спалах» (1989), «Зелені піраміди» (1973), «Вірність» (1974), «Акорди» (1978), «Невгомонність» (1984), «Карпатская радуга» (1971), «Откровенность» (1981), «Відлуння пережитих літ» (2002).
У доробку письменниці особливе місце посідають книжки для дітей. Перша збірка «Мандрівка по Львову» вийшла в 1970 році. «Звідки в міста назва Львів», «Високий замок», «Вулиця Руська», «Львівські леви», «Львівські каштани» — такі назви мають вірші для дошкільнят і молодших школярів.
Збірка віршів «Рідне місто пізнаю» (1980), яка вийшла друком у видавництві «Каменяр», пропонує мандрівку по рідному Львову, ось її маршрути: «Шевченківський гай», «Стрийський парк», «В історичному музеї», «На вулиці Руській», «Княжа гора». Поезія навчає любити рідний край через сприйняття неповторного Львова, його минувшини, архітектури, пам'яток, характерного мовного колориту.
У книжечці «Матусина радість» ідеться про пізнання краси і величі рідної землі.

## Біобібліографія
книжечки для дітей
1. Хоросницька, М. В. Мандрівка по Львову / М. В. Хоросницька. — Львів : Каменяр, 1970. — 38 с.: іл.; 21 см.
2. Хоросницька, М. В. Рідне місто пізнаю : вірші для дітей  дошк. і мол.  шк. в. / М. В. Хоросницька ; худож. К. І. Суєвалова. — Львів : Каменяр, 1980. — 39 с. : іл.
3. Хоросницька, М. В. Матусина радість : вірші для дітей  мол.  шк. в. / М. В. Хоросницька ; іл. К. І. Суєвалової. — Львів : Каменяр, 1991. — 47 с. : іл.

поезії
1. Хоросницька, М. В. Вересень — місяць весняний / М. В. Хоросницька. — Львів : Каменяр, 1964. — 20 с. : іл.; 13 см.
2. Хоросницька, М. В. Симфонія любові / М. В. Хоросницька. — Львів : Каменяр, 1966. — 61 с.; 15 см.
3. Хоросницкая, М. В. Карпатская радуга : стихи / М. В. Хоросницкая ; авториз. пер. с укр. Г. Глазова, [ил.: Н. А. Зорин. — М. : Сов. писатель, 1971]. — 95 с. : ил. ; 16 см.(рос.)
4. Хоросницька, М. В. Зелені піраміди : поезії / М. В. Хоросницька. — Львів : Каменяр, 1973. — 62 с.; 17 см.
5. Хоросницька, М. В. Вірність : поезії /  М. В. Хоросницька. — Київ : Радянський письменник, 1974. — 63 с.
6. Хоросницька, М. В. Акорди : поезії / М. В. Хоросницька; худож. Б. Пікулицький. — Львів : Каменяр, 1978. — 120 с.
7. Хоросницкая, М. В. Откровенность : стихи / М. А. Хоросницкая ; авториз. пер. с укр. Г. Глазова. — М. : Сов. писатель, 1981. — 64 с. : ил. ; 16 см.(рос.)
8. Хоросницька, М. В. Невгомонність : поезії / М. В. Хоросницька. — Львів : Каменяр, 1984. — 95 с.; 17 см.
9. Хоросницька, М. В. Поезії / М. В. Хоросницька. — Київ : Дніпро, 1985. — 31 с.: іл.; 15 см.
10. Хоросницька, М. В. Спалах : поезії / М. В. Хоросницька. — Львів : Каменяр, 1989. — 129 с.: іл.; 17 см.
11. Хоросницька, М. В. Відлуння пережитих літ : поезії / М. В. Хоросницька. — Львів : Літературна агенція Піраміда, 2002. — 141 с.: іл.; 21 см. ISBN 966-7-18-852-3

- Книги М. В. Хоросницької, що зберігаються у Науково-технічній бібліотеці Національного університету «Львівська політехніка» і Львівській обласній бібліотеці для дітей.

1. 1 2  Чеська національна авторитетна база даних